# Saint-Quirin
Saint-Quirin (lorenès Saint Kurieng) és un municipi francès situat al departament del Mosel·la i a la regió del Gran Est. L'any 2007 tenia 821 habitants.

## Demografia

### Població
El 2007 la població de fet de Saint-Quirin era de 821 persones. Hi havia 306 famílies, de les quals 88 eren unipersonals (28 homes vivint sols i 60 dones vivint soles), 79 parelles sense fills, 115 parelles amb fills i 24 famílies monoparentals amb fills.
La població ha evolucionat segons el següent gràfic:
Habitants censats

### Habitatges
El 2007 hi havia 393 habitatges, 309 eren l'habitatge principal de la família, 51 eren segones residències i 33 estaven desocupats. 354 eren cases i 36 eren apartaments. Dels 309 habitatges principals, 250 estaven ocupats pels seus propietaris, 47 estaven llogats i ocupats pels llogaters i 12 estaven cedits a títol gratuït; 2 tenien una cambra, 12 en tenien dues, 38 en tenien tres, 82 en tenien quatre i 175 en tenien cinc o més. 229 habitatges disposaven pel capbaix d'una plaça de pàrquing. A 139 habitatges hi havia un automòbil i a 117 n'hi havia dos o més.

### Piràmide de població
La piràmide de població per edats i sexe el 2009 era:
| Homes | Edats   | Dones |
| ----- | ------- | ----- |
| 0     | 95 o +  | 0     |
| 0     | 90 a 94 | 4     |
| 8     | 85 a 89 | 32    |
| 4     | 80 a 84 | 12    |
| 8     | 75 a 79 | 32    |
| 32    | 70 a 74 | 40    |
| 12    | 65 a 69 | 40    |
| 28    | 60 a 64 | 12    |
| 28    | 55 a 59 | 24    |
| 20    | 50 a 54 | 28    |
| 28    | 45 a 49 | 16    |
| 16    | 40 a 44 | 20    |
| 32    | 35 a 39 | 32    |
| 60    | 30 a 34 | 28    |
| 28    | 25 a 29 | 40    |
| 28    | 20 a 24 | 20    |
| 20    | 15 a 19 | 20    |
| 28    | 10 a 14 | 16    |
| 20    | 5 a 9   | 20    |
| 16    | 0 a 4   | 16    |

## Economia
El 2007 la població en edat de treballar era de 484 persones, 341 eren actives i 143 eren inactives. De les 341 persones actives 311 estaven ocupades (178 homes i 133 dones) i 30 estaven aturades (15 homes i 15 dones). De les 143 persones inactives 49 estaven jubilades, 35 estaven estudiant i 59 estaven classificades com a «altres inactius».

### Ingressos
El 2009 a Saint-Quirin hi havia 306 unitats fiscals que integraven 699 persones, la mediana anual d'ingressos fiscals per persona era de 17.744 €.

### Activitats econòmiques
Dels 29 establiments que hi havia el 2007, 3 eren d'empreses de fabricació d'altres productes industrials, 6 d'empreses de construcció, 6 d'empreses de comerç i reparació d'automòbils, 1 d'una empresa de transport, 5 d'empreses d'hostatgeria i restauració, 1 d'una empresa d'informació i comunicació, 3 d'empreses immobiliàries, 1 d'una empresa de serveis, 2 d'entitats de l'administració pública i 1 d'una empresa classificada com a «altres activitats de serveis».
Dels 10 establiments de servei als particulars que hi havia el 2009, 3 eren guixaires pintors, 2 fusteries, 1 lampisteria, 3 restaurants i 1 agència immobiliària.
Dels 4 establiments comercials que hi havia el 2009, 1 era una botiga de menys de 120 m², 1 una fleca i 2 botigues d'electrodomèstics.
L'any 2000 a Saint-Quirin hi havia 3 explotacions agrícoles.

## Equipaments sanitaris i escolars
El 2009 hi havia una escola elemental.

## Poblacions més properes
El següent diagrama mostra les poblacions més properes.